# Liber visionum
Le Liber visionum est un ouvrage monastique écrit vers 1060 par le moine Otloh de Saint-Emmeram. Il s’agît d’un recueil de visions de différents membres du clergé.

## Contenu
Le livre contient quatre visions d’Otloh, une douzaine provenant de divers personnages du monastère de Saint-Emmeram, de sa région; la ville de Ratisbonne ou des différents voyages qu’a fait l’auteur au cours de sa vie, et quatre visions copiées d’autres ouvrages sur le sujet.

## Contexte
Otloh de Saint-Emmeram n’a pas été moine dès son très jeune âge comme la plupart des moines de cette époque. Il a d’abord étudié les lettres et est devenu scribe, ce qui lui a permis d’écrire de nombreux ouvrages, dont le Liber visionum. Avant de devenir moine, il a servi comme clerc dans sa région natale. C’est à cette époque qu’il commence à avoir des visions, notamment lors de maladies, comme c’était souvent le cas à cette époque. Celles-ci l’ont conduit à choisir la vie monastique.
Il a commencé à écrire l’ouvrage vers 1060, alors que la plupart des acteurs des visions et de ses interprétations sont déjà mort. Cela lui permet d’avoir l’assurance de ne pas être la cible d’un complot d’un personnage influent qu’il aurait malmené dans ses écritures. Avec les visions, il offre toujours une interprétation, pour le plus souvent de son cru, ce qui permettait de conseiller les lecteurs, d’autres moines, sur la manière d'agir ou sur ce qu’il devrait se passer dans un futur proche.

## Thèmes
Il y a différents thèmes abordés dans les visions que contient le livre. Chaque vision a sa propre vocation.

### Politique
La politique occupe une grande place dans plusieurs visions du Liber visionum. Otloh de Saint-Emmeram a toujours été très politisé et entrait facilement en conflit avec ses supérieurs quand il n’était pas en accord avec eux. C’est dans le cadre d’un conflit qu’il quitte sa région natale pour se réfugier à Ratisbonne.

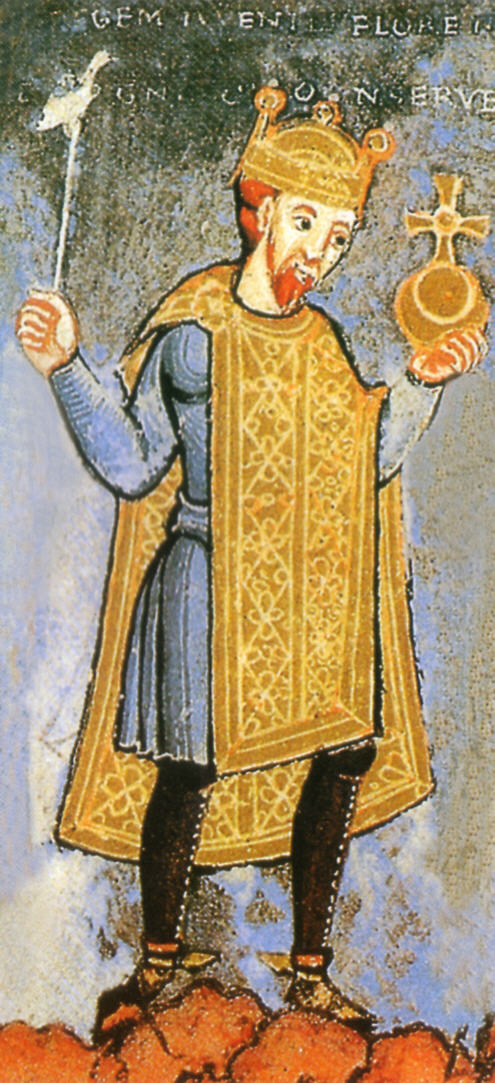
L'empereur Henri III du Saint-Empire.

À cette époque, la majorité des monastères étaient régis par un évêque. Celui-ci gérait le budget et plusieurs autres aspects des institutions de la région à laquelle il était assigné. La seule exception était le cas des monastères impériaux qui relevaient directement du gouvernement du Saint-Empire Romain Germanique. Pour la ville de Ratisbonne, c’est Gebhard III qui était l'évêque. Il était l’oncle de l’empereur Henri III du Saint-Empire. Otloh n’aimait pas cet évêque qui gérait très mal les affaires de son monastère. Comme plusieurs de ses confrères, il voulait que son institution ne relève que du pouvoir royal. Cela aurait pu être possible, mais l’empereur Henri III est mort avant que cela n’arrive. Faisant face à un conseil de régence dont l’évêque de Ratisbonne faisait partie, il était beaucoup plus difficile d’avoir un soutien pour changer l’allégeance du monastère.
Un jeune moine de haute famille alors sur son lit de mort, nommé Adelpertus, a eu plusieurs visions. Il était logé dans une maison près du monastère et veillé par des confrères. Dans une de ses visions, il a vu les fantômes des saints Pierre et Emmeram sortir de leur tombe pour faire le ménage du monastère. Au terme de sa vision, le moine délivra une prophétie à ses collègues. Il leur dit que le monastère de Saint-Emmeram recevrait une grande bénédiction. Otloh en dégage un sens et comprend qu’à ce moment-là, l'empereur faisait tout en son pouvoir pour enlever le monastère des griffes de l’évêque de Ratisbonne. Comme pour la plupart de ces visions, il n’était pas présent au moment des faits. Il utilise ce que ses confrères lui racontent pour tisser un texte sur cette vision et en tirer un sens.

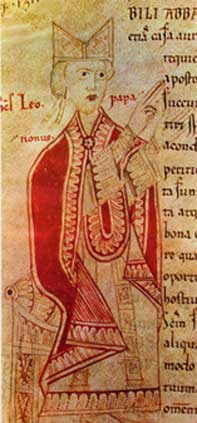
Le pape Léon IX

Ce n’est pas la seule vision concernant l’empereur Henri III et la politique monastique de Ratisbonne. Humbert de Silva Candida, qui accompagnait le pape Léon IX lors de sa visite dans la région d’Otloh lui aurait confié la vision d’un prince italien qui aurait prédit la mort de l’empereur quelques heures avant que cela ne survienne.
Une autre raconte le voyage d’un simple mendiant de Ratisbonne dans l’au-delà. La visite en elle-même n’est pas extraordinaire pour le récit qu’en fait Otloh. Cependant, le guide du visiteur aurait tenu un discours que l’auteur ne manque pas de rapporter et d’analyser. Il aurait dit que l’empereur Henri III était reconnu pour ses efforts pour préserver la paix, mais qu’il mourrait rapidement s’il ne mettait pas un frein à son avarice.

### Vêtements
Les vêtements font partie d’au moins deux des visions qui sont consignées dans le livre d’Otloh. À cette époque, l’habillement se doit d’être sobre pour ne pas contrevenir aux règles de morale établie pour certaines autorités religieuses. Le fait qu’Otloh y ait consacré au moins deux chapitres en montre bien l’importance.
Il a consigné la première vers 1024, avant de devenir moine, alors qu’il était envoyé dans le monastère de Hersfeld pour y faire des travaux manuscrits. C’est un moine du nom de Wolfharius de la ville de Hildesheim qui lui a rapporté les événements qui se sont passés dans la ville d’où il venait. Un clerc de cette ville aurait été visité par trois fois par un ange menaçant qui lui aurait sommé d’aller voir son évêque pour lui demander de faire en sorte que tous ceux de sa communauté s’habillent de façon plus sobre. Comme l’évêque a hésité les deux premières fois, l’ange aurait battu le clerc lors de sa troisième visite pour que, voyant les blessures de son subalterne, l’évêque décide de procéder. Cela fonctionna et les clercs ont décidé d’enlever les décorations sur leurs vêtements. Ceux qui ne s’y étaient pas conformés ont été châtiés par les cieux.

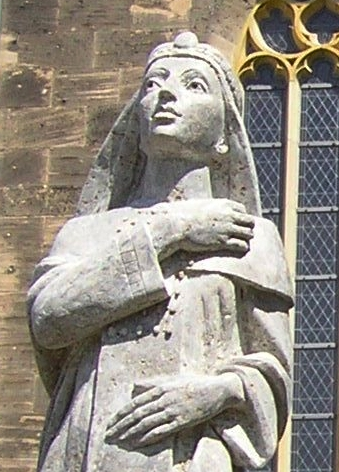
L'impératrice Téophano

L’origine de la seconde vision est plus mystérieuse, car au moment de l’écrire, Otloh ne se souvient plus de la source qui lui a fait connaître cette histoire. Une nonne aurait eu la visite du fantôme de l’impératrice d'origine byzantine Théophano, femme d’Otton II. Celle-ci, habillée en haillons, aurait demandé à la nonne de prier pour elle pour pouvoir échapper à la damnation. Elle lui dit que son péché était d'avoir introduit en Lotharingie et en Germanie les vêtements luxueux de son peuple, causant ainsi de l’envie chez les femmes de ces régions et les induisant au péché. Il est très probable que cette histoire vient aussi de Hildesheim. Cela montre l’opinion d’Otloh à propos du luxe dans l’habillement.

### Pénitence
La pénitence est un sujet qui revient fréquemment dans le Liber visionum. Les morts sont souvent tourmentés par les péchés qu’ils ont durant leur vie. C’est le cas de l’impératrice Théophano qui s’adresse à un vivant pour pouvoir faire pénitence. Plusieurs autres visions abordent ce thème.
L’un de celles-ci raconte l’histoire d’un pénitent qu’Otloh a croisé à Ratisbonne. Petit, cet homme a été responsable de la perte d’un agneau qui était sous la garde de son père. Il a décidé de mentir et de faire comme si de rien n'était. Son père a donc fourni une faible explication au propriétaire de la bête. Il est mort dans l’année qui a suivi. Il est revenu plusieurs fois à son fils pour lui parler des châtiments qu’il subissait dans la mort. Le pénitent de croyait pas son père, jusqu’à ce qu’il lui apparaisse la veille de Noël pour lui demander une autre fois de faire pénitence pour lui. C’est à ce moment que le fils a décidé de partir pour demander pardon. Otloh, en écrivant cette histoire, a décidé d’utiliser une fête religieuse pour accentuer la décision du pénitent.

### Mort
La mort est très présente dans les visions décrites dans le Liber visionum. Ceux qui étaient sur leur lit de mort ou très malades étaient générale plus enclins à avoir des visions. Ce thème apparaît de plusieurs façons selon la vision dans laquelle il est impliqué. Cela peut être la visite d’un fantôme, la prémonition d’une mort et d’autres choses de ce registre.
Le moine Adelpertus a eu plus d’une vision dans son lit de mort. Il aurait aussi prédit la mort de l’un de ses confrères du monastère, un moine du nom d’Aribo. Il avait prédit qu’il mourrait exactement un an après lui. Otloh écrit qu’en effet, celui-ci partage la même date de décès qu’Adelpertus. Au moment de sa mort, il se serait mis à réciter une partie de la liturgie des morts. Otloh en dit qu’à ce moment, un moine qu’un moine de Fulda serait mort et que ce serait la preuve qu’Adelpertus a vu cet évènement avant de mourir lui aussi.
Une autre vision conte l’histoire d’un corps qui serait revenu à la vie dans la région de Wurtzbourg. Il aurait averti un noble des conséquences que pourrait avoir l’appropriation de terre appartenant à des monastères sur son avenir dans la mort. Le pape Léon IX lui a transmis une vision semblable. Un revenant aurait demandé à ses fils de rendre des terres volées à un monastère pour mettre fin à son supplice. L’apparition du fantôme l’impératrice Théophano à une nonne est aussi reliée à ce thème.

## Buts
Il y a plusieurs buts à l’écriture du Liber visionum. Il y avait tout d’abord une partie autobiographique qui a permis à Otloh de faire connaître sa vision sur sa vie. Étant un personnage très politisé, il s’est servi des visions de son livre pour donner son opinion. Il y a aussi une part très importante de morale dans ses écritures.

### Politique
Sans toujours relier les événements à des personnages qu’il a connus, Otloh de Saint-Emmeram donnait un message politique à ses visions. Il y a plus d’une fois où des apparitions ou des revenants allaient prévenir les vivants de ce qui leur adviendrait s’ils volaient les terres des monastères. Ce n’est pas un hasard si dans ces textes, il s’agît de terres monastiques. C’est l’une des principales choses qu’Otloh et plusieurs de ses confrères de Saint-Emmeram reprochaient à l’évêque de Ratisbonne, Gebhard. Il aurait usurpé des terres appartenant au monastère de l’auteur.
C’est dans le même optique qu’il émet une opinion plutôt défavorable de l’empereur Henri III. Celui-ci, bien que favorable à la demande des moines de Saint-Emmeram, n’aurait pas mené à bien le transfert de statut du monastère. Otloh le condamne pour avoir été trop lent. Il n’hésite pas à le nommer directement dans les commentaires qu’il fait des visions qu’il compile.
Il voulait prévenir tous les abbés et les autres chefs des monastères qu’il croyait négligents de ce qu’il pouvait se passer. Il a compilé des visions de Tegernsee où l’un de ses proches pratiquait. L’une de celles-ci conte l’histoire d’un moine qui, priant le soir, a entendu des voix murmurant dans l’église. Il a pris cela comme le signe que quelque chose de grave allait se passer, mais l’abbé ne l’a pas cru. L’église a brûlé peu de temps après. Selon Otloh, c’est le genre de catastrophe qui peut arriver quand il y a trop de négligence de la part des moines.
L’auteur n’avait pas beaucoup de gène à partager ses opinions politiques dans ses ouvrages et cela lui a nui. C’est une des raisons pourquoi il est arrivé à Saint-Emmeram et est devenu moine, même s’il dit que ce sont ses visions qui l'y ont poussé. À l’époque où il écrit le Liber visionum, il est en exil à Fulda, car ses opinions lui ont attiré les foudres de plusieurs personnes à Ratisbonne.

### Morale
La morale fait aussi partie intégrante des visions compilées par Otloh. Dans les interprétations qu’il fait des visions, il incorpore souvent une part de morale qui sert à guider les moines et les laïcs dans le droit chemin.
Il attache une attention particulière aux vêtements. Dans deux de ses visions, il condamne les personnages qui portent des habits trop décorés ou trop luxueux. Il le justifie par le péché d’envie qui est fait par ceux qui n’ont pas les moyens de s’offrir ce genre de vêtement. Il est provoqué par ceux qui portent ces habits, ils sont par conséquent pires que les premiers. Que ce soient des moines qui décorent leurs habits ou une impératrice venue d’orient, personne n’échappe à cette règle.
Ce n’est pas le seul péché auquel Otloh s’attaque. L’avarice est aussi au centre de certaines visions. Il attribue ce péché à la mort prématurée de l’empereur Henri III. Cela lui donne une explication sur pourquoi son monastère n’a pu devenir dépendance royale. Il désire enseigner, par le biais de son livre, comment agir en vertu de la religion sans toutefois négliger de promouvoir ses intérêts.
À Fulda, Otloh entend l’histoire d’un moine mort accidentellement qui aurait pu passer pour un suicidé. C’est ce que pensait l’un de ses congénères qui a décidé de le dénigrer. Plus tard, lors de la prière de la nuit, le moine a reçu la visite de celui à qui il avait refusé les honneurs. Ce dernier attache son confrère et le bas, pour montrer à tout le monde ce qu’il advient quand un ne respecte pas un mort. En écrivant cela, Otloh veut montrer une ligne de conduite aux moines des différents monastères.

### LeLiber visionumaujourd’hui
Il ne subsiste qu’un seul manuscrit de cet ouvrage. Il est conservé au monastère de Saint-Emmeram. La plus grande partie du texte contient des corrections d’Otloh lui-même et quelques sections ont été écrites de sa main.

## Éditions
- Patrologie latine, 146, col. 0341 - 0388C lire en ligne